# Роэр, Дэниел
Дэ́ниел Ро́эр (англ. Daniel Roher, родился в 1993, Торонто, Онтарио, Канада) — канадский режиссёр-документалист. Лауреат премий BAFTA (2023) и «Оскар» (2023) за документальный фильм «Навальный».

## Биография
Дэниел Роэр родился в 1993 году в Торонто, Канада, в еврейской семье. В течение трёх семестров он учился в Колледже искусства и дизайна Саванны (SCAD) в Джорджии, США. В 2011 году, учась в SCAD, Роэр снял свой первый документальный фильм «Вдали от дома» (англ. Never Far From Home) — 11-минутную картину о двух деревенских подростках, живущих в маленьком городке на юге Джорджии.
В 2013 году, создав свою собственную компанию Loud Roar Productions, Роэр отправился в Израиль, где провел месяц в Сдероте, снимая, как этот город справляется с палестинскими ракетными обстрелами из близлежащего Сектора Газа. 17-минутный фильм под названием «Дети ракетных сирен» (англ. Kids of the Rocket Sirens) был посвящён в основном молодым людям, выросшим в условиях частых обстрелов, и тому, насколько нормализовалась ситуация. В 2015 Роэр выпустил документальный фильм «Пережившие Роу» (англ. Survivors Rowe) о трёх мужчинах из числа индейцев Канады, рассказавших о сексуальном насилии, которому они подверглись со стороны осуждённого педофила Ральфа Роу.
В 2016 году вышел документальный фильм Роэра «Кислый палец: История сожалеющего каннибала» (англ. SourToe: The Story of the Sorry Cannibal). Он рассказывает о Капитане Терри, старом юконце, который ежегодно предлагает тысячам туристов, жаждущих острых ощущений, коктейль «Кислый палец», включающий в себя рюмку ликёра Yukon Jack и мумифицированный человеческий палец стопы.
В 2018 году Роэр выпустил для CBC Docs фильм «В поисках Фукуэ» (англ. Finding Fukue), в котором последовал за своей учительницей гитары Джессикой Стюарт в Японию, где она искала подругу детства, переставшую отвечать на её письма. Этот фильм стал самым просматриваемым документальным фильмом канала CBC Docs на YouTube. Ещё один фильм Роэра того же года, «Дильвин» (англ. Dilveen), рассказывает об 11-летней езидке, которая стала свидетельницей казни отца руками ИГИЛ и попала в сексуальное рабство к 65-летнему мужчине.
Роэр получил известность благодаря своему первому полнометражному документальному фильму «Когда-то были братьями: Робби Робертсон и The Band» о создателе группы The Band Робби Робертсоне, который открыл в 2019 году 44-й кинофестиваль в Торонто. В 2020 году вместе с Христо Грозевым режиссёр находился в Киеве на съемках фильма, которые были сорваны украинскими властями.
Роэр снял документальный фильм «Навальный» о событиях, связанных с отравлением политика. Его премьера состоялась 25 января 2022 года на фестивале Sundance. Эта картина получила приз зрительских симпатий в категории «Документальный фильм» и победила в номинации Festival Favorite Award, получила премию BAFTA и «Оскар» (2023) в номинации «Лучший документальный полнометражный фильм».